# 帕夫洛·克利姆金
帕夫洛·阿纳托利約维奇·克利姆金（羅馬化：Pavlo Anatoliiovych Klimkin；1967年12月25日—），烏克蘭外交官和大使，自2014年6月19日至2019年8月29日擔任烏克蘭外交部長。作為一名在莫斯科受教育的物理學家，他從1993年開始任職於烏克蘭外交部，並且擔任歐洲聯盟分部總監以及第一次阿扎羅夫內閣的副外交部長，並且在烏克蘭 - 歐盟聯合協議的談判中擔當重要角色。